# 12444 Prothoon
12444 Prothoon eller 1996 GE19 är en trojansk asteroid i Jupiters lagrangepunkt L5. Den upptäcktes 15 april 1996 av den belgiske astronomen Eric W. Elst vid La Silla-observatoriet. Den är uppkallad efter Prothoon i den grekiska mytologin.
Asteroiden har en diameter på ungefär 64 kilometer.